# Puebla

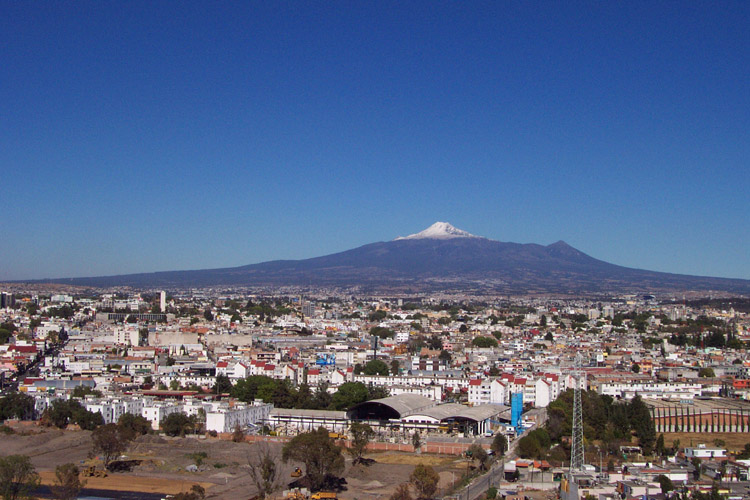
Vy över norra Puebla, med vulkanen Matlalcuéyetl i bakgrunden.

Puebla (officiellt Heróica Puebla de Zaragoza) är en stad i Mexiko och är den administrativa huvudorten för delstaten Puebla. Staden grundades 16 april 1531 under namnet La Puebla de los Ángeles. Utanför staden ligger racerbanan Circuito Miguel E.Abed. 15 januari 1964 grundades Volkswagen de Mexico, S.A de C.V. i Puebla. 30 juli 2003 rullade den absolut sista Käfern av bandet i staden.

## Stad och storstadsområde
Staden har 1 451 392 invånare (2007), med totalt 1 541 294 invånare (2007) i hela kommunen på en yta av 546 km².
Storstadsområdet, Zona Metropolitana de Puebla-Tlaxcala, har totalt 2 192 478 invånare (2007) på en yta av 1 338 km². Detta gör den till landets fjärde folkrikaste storstadsområde. Området består av sammanlagt 23 kommuner i delstaterna Puebla och Tlaxcala.
- I delstaten Puebla: Puebla, Amozoc, Coronango, Cuautlancingo, Juan C. Bonilla, Ocoyucan, San Andrés Cholula, San Gregorio Atzompa, San Miguel Xoxtla och San Pedro Cholula.
- I delstaten Tlaxcala: Acuamanala de Miguel Hidalgo, Mazatecochco de José María Morelos, Papalotla de Xicohtencatl, San Juan Huactzinco, San Lorenzo Axocomanitla, San Pablo del Monte, Santa Catarina Ayometla, Santa Cruz Quilehtla, Tenancingo, Teolocholco, Tepeyanco, Xicohtzinco och Zacatelco.